# Chuyến tàu mang tên dục vọng (phim)
Chuyến tàu mang tên dục vọng (tựa gốc: A Streetcar Named Desire) là một bộ phim năm 1951 dựng theo vở kịch cùng tên của Tennessee Williams. Bộ phim do Elia Kazan đạo diễn, đồng thời là đạo diễn sân khấu, vai chính Marlon Brando, Vivien Leigh, Kim Hunter và Karl Malden; tất cả trừ Leigh đều tham gia vở kịch ở Broadway, còn Leigh diễn vai chính ở West End. Phim được hãng Warner Bros. phát hành, đạo diễn Williams đồng thời là biên kịch, nhưng có ít nhiều sửa đổi, lược bỏ những cảnh tình dục đồng giới.

## Nội dung
Câu chuyện bắt đầu khi Blanche DuBois tới ở nhờ nhà em gái là Stella Kowalski và chồng là Stanley Kowalski. Blanche DuBois, một giáo viên từ các bang miền Nam, vừa bị đổ vỡ gia đình và bán đấu giá tài sản, là một "tiểu thư lãng mạn kiểu Pháp" điển hình, từ cái tên cho tới cách cô nói merci khi cảm ơn. Hoặc hơn nữa như hành động ngước nhìn và chào mặt trăng khi cô đang đứng nói chuyện cùng một kẻ tán tỉnh mình. Stanley Kowalski hoàn toàn ngược lại, một con người thô lỗ và cục cằn. Khác với chị gái, Stella là một phụ nữ bình thường. Hoặc cũng có thể cô đã cũng từng mơ mộng và kiêu kỳ.
Trước khi Blanche tới, Stanley và Stella sống một cuộc sống bình thường trong khu phố lao động. Sự xuất hiện của Blanche làm đảo lộn cuộc sống của họ. Cô và Stanley là hai con người không thể hòa hợp, và Blanche cũng không thích hợp với cuộc sống ở khu phố này. Vì Blanche, Stanley cãi nhau với bạn và cũng vì Blanche, Stanley cãi nhau với vợ. Stanley dửng dưng hoặc khó chịu trước những điệu bộ của bà chị vợ, còn Blanche thì sợ hãi trước những hành động thô lỗ của Stanley. Xung đột, mâu thuẫn giữa Blanche và Stanley ngày một gia tăng khi Stanley phát hiện ra quá khứ tội lỗi của Blanche. Stanley tìm cách tống khứ Blanche ra khỏi nhà bằng món quà sinh nhật cho Blanche - tấm vé tàu trở về nhà. Stella bênh vực chị, mong muốn cho Blanche tìm nơi che chở ở Mitch (Karl Malden), một người bạn của Stanley có cảm tình với Blanche. Không may mắn, Mitch cuối cùng đã biết được sự thật về quá khứ của Blanche, từ bỏ ý định kết hôn với cô. Blanche càng trở nên cô đơn, ức chế và tổn thương bởi hành động bất hòa của Stanley. Đêm Stella vào bệnh viện sinh và ở lại viện vì vẫn trong cơn đau chờ đẻ, Stanley trở về nhà lúc đêm muộn để chợp mắt. Cuộc đối đầu của Blanche và Stanley rơi vào đỉnh điểm căng thẳng. Stanley nhận ra Blanche đang có những ảo tưởng. Nhưng anh ta không thương hại Blance mà tìm cách phá tan những ảo tưởng của Blanche. Còn Blanche thì rơi vào trạng thái tinh thần kích động đến độ nảy sinh hoang tưởng rằng mình đã bị Stanley cưỡng hiếp. Kết thúc, Blanche trở nên điên loạn phải vào bệnh viện tâm thần. Stella không tin vào câu chuyện Blanche kể, nhưng trong trạng thái căng thẳng, không biết phải làm gì, và đổ lỗi cho Stanley vì đã đẩy chị gái vào tình cảnh điên loại, cô đã bỏ trốn cùng đứa con. Stanley gào thét gọi "Stellaaaaaaaa!!!!" đến bất tận.

## Diễn viên

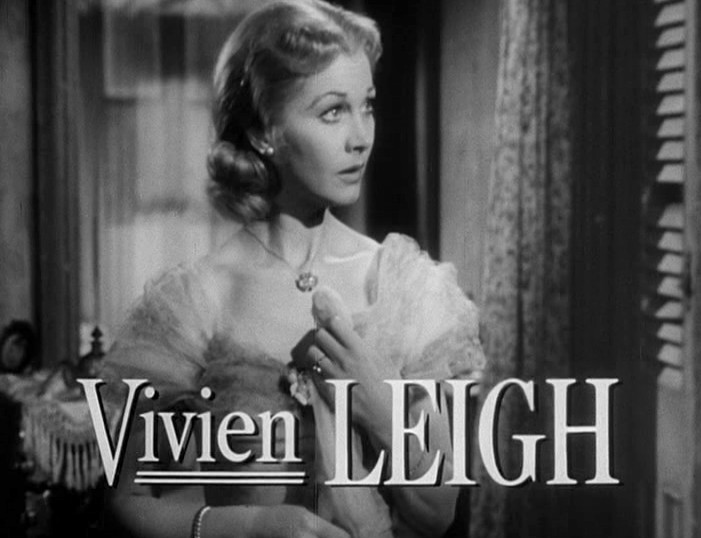
Vivien Leigh vai Blanche DuBois trong Chuyến tàu mang tên dục vọng.

- Marlon Brando - Stanley Kowalski
- Vivien Leigh - Blanche DuBois
- Kim Hunter - Stella Kowalski
- Karl Malden - Harold 'Mitch' Mitchell
- Rudy Bond — Steve Hubbel
- Nick Dennis - Pablo Gonzales
- Peg Hillias — Eunice Hubbel
- Wright King — Nhà sưu tầm
- Richard Garrick - Bác sĩ

## Giải thưởng và vinh dự

### Giải Oscar
Bộ phim có 12 đề cử giải Oscar, trong đó giành được 4 giải.
| Giải thưởng                  | Nghệ sĩ đoạt giải          |
| Nam phụ xuất sắc nhất        | Karl Malden                |
| Nữ chính xuất sắc nhất       | Vivien Leigh               |
| Nữ phụ xuất sắc nhất         | Kim Hunter                 |
| Chỉ đạo nghệ thuật xuất sắc  | Richard Day George Hopkins |
| Đề cử                        |                            |
| Nam chính xuất sắc nhất      | Marlon Brando              |
| Quay phim xuất sắc nhất      | Harry Stradling            |
| Thiết kế trang phục          | Lucinda Ballard            |
| Đạo diễn xuất sắc nhất       | Elia Kazan                 |
| Phim hay nhất                | Charles K. Feldman         |
| Nhạc phim hay nhất           | Alex North                 |
| Âm thanh hay nhất            | Nathan Levinson            |
| Kịch bản chuyển thể hay nhất | Tennessee Williams         |

### Viện lưu trữ phim quốc gia Mỹ
Năm 1999, Chuyến tàu mang tên dục vọng được chọn để bảo tồn trong Viện lưu trữ phim quốc gia Mỹ vì "tính văn hoá, lịch sử và tín hiệu thẩm mĩ".

### Danh sách củaViện phim Mỹ
- 1998 100 phim hay nhất #45
- 2002 100 phim tình cảm #67
- 2005 Danh sách 100 câu thoại đáng nhớ trong phim của Viện phim Mỹ:
  - "Stella! Hey, Stella!" #45
  - "I've always depended on the kindness of strangers" #75
- 2005 100 năm nhạc phim #19